# Humes briltimalia
De Humes briltimalia (Pteruthius intermedius) is een zangvogel uit de familie Vireonidae (vireo's). De naam verwijst naar de Britse ornitholoog Allan Octavian Hume die deze vogel in 1877 geldig heeft beschreven.

## Verspreiding en leefgebied
Deze soort telt twee ondersoorten:
- P. i. intermedius: van Myanmar tot noordelijk Indochina, zuidelijk China en het Lang Bian plateau (zuidelijk Vietnam).
- P. i. aenobarbulus: noordoostelijk India.